# Butaca Estructural
La Butaca Estructural és una butaca dissenyada el 1948 per Miguel Fisac Serna.

## Història
Gran part dels objectes dissenyats per arquitectes són concebuts al mateix moment que l'obra arquitectònica que en aquell moment realitzen. En el cas de Miguel Fisac, els mobles es creaven per a obres concretes que, un cop acabades, corrien el risc de degradar-se amb la inclusió del mobiliari llavors existent, de mala qualitat.
Aquesta butaca, que va ser dissenyada per a la biblioteca de la Fundación Goerres, al carrer Serrano, número 117 de Madrid, del CSIC (Consell Superior d'Investigacions Científiques), que es va inaugurar el 1948, forma part de l'ampli conjunt de mobles que l'arquitecte va idear per a aquest espai (tamborets, cadires, taules de diferent mena, prestatgeries, etc.) i igual que la resta de peces la butaca planteja la distinció entre estructura i funció.
Carpintería La Navarra va produir la butaca Estructural des de 1954-1955 fins a 1975 si fa no fa, només de manera esporàdica per a equipaments concrets d'alguna obra de Fisac. Cal tenir en compte que com que es tracta d'una producció bàsicament artesanal és comprensible que Fisac encarregués peces concretes als seus industrials habituals.

## Característiques
L'esquelet de la butaca, realitzat de fusta de roure es munta ortogonalment amb elements de secció variable segons el seu comportament als diferents esforços que ha de suportar: 30 x 30 mm per a la compressió, 30 x 60 mm per a la flexió i, de nou, 30 x 30 mm per a la tracció, bé que aquests últims rebaixats a la zona central fins a arribar a 15 x 15 mm "per indicar estirament i assenyalar les zones funcionals, més gruixudes, dels extrems, encastats a trau" com observa el mateix arquitecte.
En canvi, els elements funcionals, el seient i el respatller, lluny de la rigidesa lineal de l'estructura, porten un tou de goma escuma sobre una estructura de fusta i un acabat entapissat de tela, malgrat que també es fabricava en acabat de cuir.
Tots dos elements són independents, de manera que s'hi ressalta la diferent funció que han de complir. La ingravidesa i la transparència de l'estructura contrasten amb l'opacitat dels elements funcionals.
El seient no descansa directament sobre l'esquelet, sinó que s'hi eleva a sobre uns centímetres per permetre una inclinació adequada del seient. El mateix passa amb la unió entre el respatller i l'estructura, frenada per la interposició d'una peça de fusta. El contacte entre tots dos, violent, sense transicions, s'accentua amb l'angle amb què el respatller hi topa i literalment s'hi clava. Aquests gestos rotunds i ferms donen a l'objecte una gran força expressiva però sobretot desprenen una difícilment explicable sensació de veritat.

## Presència a Museus
El 1994, el mateix Miguel Fisac Serna va donar al Museu de les Arts Decoratives de Barcelona un exemplar de la Butaca Estructural, que s'exposà a la col·lecció permanent del museu, ubicada al Palau Reial de Pedralbes, actualment al Museu del Disseny de Barcelona. La peça que hi ha a la col·lecció del museu no conserva l'entapissat original.

## Producció
- Miguel Fisac, Madrid, 1948
- Taller Carpintería La Navarra, Madrid, c. 1954-c. 1975